# Championnats du monde de tir à l'arc 2009
Navigation
Édition précédente Édition suivante
Les championnats du monde de tir à l'arc 2009 sont une compétition sportive de tir à l'arc organisée en 2009 à Ulsan, en Corée du Sud. Il s'agit de la 45e édition des championnats du monde de tir à l'arc.

## Compétitions

### Masculines
| Épreuves                       | Or                                                   | Argent                                                       | Bronze                                                       |
| ------------------------------ | ---------------------------------------------------- | ------------------------------------------------------------ | ------------------------------------------------------------ |
| Classique individuelle (09.09) | Lee Chang-Hwan Corée du Sud                          | Im Dong-Hyun Corée du Sud                                    | Viktor Ruban Ukraine                                         |
| Classique par équipe (08.09)   | Im Dong-Hyun Lee Chang-Hwan Oh Jin-Hyek Corée du Sud | Thomas Aubert Romain Girouille Jean-Charles Valladont France | Hideki Kikuchi Hiroshi Yamamoto Hiroyuki Yoshinaga Japon     |
| À poulie individuelle (09.09)  | Reo Wilde États-Unis                                 | Liam Grimwood Royaume-Uni                                    | Stephen Clifton Nouvelle-Zélande                             |
| À poulie par équipe (08.09)    | Dave Cousins Braden Gellenthien Reo Wilde États-Unis | Vladimir Fedosov Danzan Jaludorov Anton Jlyshchenko Russie   | Rigoberto Hernández Roberto Hernández Jorge Jiménez Salvador |

### Féminines
| Épreuves                       | Or                                                                 | Argent                                               | Bronze                                                   |
| ------------------------------ | ------------------------------------------------------------------ | ---------------------------------------------------- | -------------------------------------------------------- |
| Classique individuelle (09.09) | Joo Hyun-jung Corée du Sud                                         | Kwak Ye-Ji Corée du Sud                              | Natalia Sánchez Colombie                                 |
| Classique par équipe (08.09)   | Joo Hyun-jung Kwak Ye-Ji Yun Ok-Hee Corée du Sud                   | Miki Kanie Asako Matsunaga Sayami Matsushita Japon   | Tatiana Borodai Natalia Erdyniyeva Tatiana Segina Russie |
| À poulie individuelle (09.09)  | Albina Loginova Russie                                             | Jorina Coetzee Afrique du Sud                        | Laura Longo Italie                                       |
| À poulie par équipe (08.09)    | Viktoria Balzhanova Albina Loginova Ekaterina Korobeinikova Russie | Kwon Oh-Hyang Seo Jung-Hee Seok Ji-Hyun Corée du Sud | Erika Anschutz Kendal Nicely Diane Watson États-Unis     |